# Jaldessa
Jaldessa (anche Jeldessa, Gialdessa, o Gildessa) è un villaggio dell'Etiopia orientale, nella Regione dei Somali.
Nel XIX secolo era una stazione importante sulla rotta commerciale che andava da Harar al Mar Rosso.
Il 9 aprile 1886 fu teatro dell'eccidio di Gialdessa in cui furono uccisi tutti gli otto componenti della spedizione esplorativa italiana guidata da Gian Pietro Porro.